# Берестецький провулок
Бересте́цький прову́лок — зниклий провулок, що існував у Мінському районі (нині — територія Оболонського району) міста Києва, місцевість Пріорка. Провулок пролягав від Берестецької вулиці до Дубровицького провулку.

## Історія
Провулок виник у 50-х роках XX століття під назвою вулиця Нова вулиця. Назву Берестецький провулок отримав 1955 року. Ліквідований у зв'язку зі зміною забудови в 1980-х роках.